# Francisco de Tello de Guzmán
Francisco de Tello de Guzmán (? - april 1603) was een Spaans koloniaal bestuurder en de tiende gouverneur-generaal van de Filipijnen.

## Zeeslag met Olivier van Noort
Tijdens zijn gouverneurschap arriveerden twee Hollandse schepen onder leiding van Olivier van Noort in de Manillabaai. Zij blokkeerden de haven in afwachting van een goede prijs zoals een arriverende Manillagaljoen, volgeladen met zilver uit Nieuw-Spanje, of handelsschepen uit China. Tello gaf Antonio de Morga opdracht de haven van Cavite te verdedigen en in allerijl schepen gereed te maken om slag te leveren met de Hollanders. De Morga werd nadien ook benoemd tot commandant van de twee Spaanse schepen, de San Diego en de San Bartelome. In een gevecht tussen de twee vlaggeschepen zonk de San Diego, waarbij vele tientallen opvarenden omkwamen en kon het Hollandse schip, de Mauritius zwaar beschadigd met enkele tientallen overlevenden, waaronder Van Noort, ontsnappen naar Borneo. Het tweede Hollandse schip, de Eendracht werd door de Spanjaarden buit gemaakt. De Hollandse gevangen werden door de Spanjaarden als rebellen gezien en door De Tello zonder dat de Audiencia van Manilla daaraan te pas kwam ter dood veroordeeld door middel van de garrote.
Francisco de Tello de Guzmáns gouverneurschap eindigde in mei 1602. Hij overleed in april van het jaar erop in Manilla.